# Брей, Реджинальд
Реджинальд Брей (англ. Reginald Bray; примерно 1440 — 24 июня 1503, Лондон, Королевство Англия) — английский рыцарь, рыцарь Бани, кавалер ордена Подвязки, архитектор. Участвовал в восстании герцога Бекингема в 1483 году, позже поддержал Генриха Тюдора, занял видное место в его окружении.

## Биография
Реджинальд Брей принадлежал к рыцарскому роду, представители которого владели землями в Бедфордшире. Он был сыном сэра Ричарда Брея и Джоан Троутон и родился примерно в 1440 году. Брей служил в свите сэра Генри Стаффорда, второго мужа Маргарет Бофорт, а после его смерти перешёл на службу к третьему мужу Маргарет — Томасу Стэнли. Последний платил Брею 600 марок в год. В 1483 году только что вступивший на престол Ричард III предоставил Брею полное помилование, что может указывать на принадлежность Реджинальда к партии Ланкастеров во время Войн Алой и Белой розы.
Осенью того же года Брей оказался в числе участников восстания, номинально возглавленного Генри Стаффордом, 2-м герцогом Бекингемом. По данным некоторых источников, когда Бекингем договорился с Джоном Мортоном, епископом Элийским, о браке сына Маргарет Бофорт Генри Тюдора с принцессой Елизаветой, старшей дочерью Эдуарда IV, и о восшествии Генри на престол, епископ рекомендовал Брея в качестве посланца к Маргарет. Брей выполнил эту миссию и стал одним из самых активных заговорщиков. Именно он склонил к участию в восстании сэра Джайлса Добене (впоследствии барона Добене), сэра Джона Чейни, Ричарда Гилфорда и многих других дворян. Некоторые историки считают Брея одним из истинных руководителей мятежа (наряду с Мортоном), сделавших Бекингема пешкой в своих руках.
Восстание быстро закончилось поражением. Герцог был казнён, но Брей смог спастись. В 1485 году он сражался при Босворте, где Генри Тюдор разбил Ричарда III и завоевал корону. В день коронации нового монарха Брей стал рыцарем Бани, позже — кавалером ордена Подвязки, констеблем замка Окхэм, верховным судьёй лесов к югу от Трента (вдвоём с Джоном Рэдклиффом, 9-м бароном Фицуолтером), верховным казначеем и канцлером герцогства Ланкастерского, членом Тайного совета. В 1495 году он получил в пожизненное владение ряд поместий на острове Уайт.
В 1497 году сэр Реджинальд сражался при Блэкхите, где были разгромлены корнуолльские повстанцы. После битвы он был произведён в рыцари-баннереты и получил несколько поместий казнённого за измену Джеймса Туше, 7-го барона Одли, в Суррее.